# Буяло Олег Юрійович
Оле́г Ю́рійович Бу́яло (2002—2023) — лейтенант Збройних сил України, учасник російсько-української війни, що відзначився у ході російського вторгнення в Україну. Герой України (2024, посмертно).

## Життєпис
Народився 12 квітня 2002 в місті Славутич Київської області.
Навчався у місцевій ЗОШ № 1, а після неї — у Славутицькому ліцеї за фізико-математичним профілем. Захоплювався спортом, займався дзюдо.
Вищу військову освіту здобув у Військовій академії міста Одеса. У лютому 2023 після закінчення академії направлений у 37-му окрему бригаду морської піхоти, де обіймав посаду командира роти вогневої підтримки одного з батальйонів. Паралельно також командував групою загальновійськового резерву батальйону.
Свій перший бій прийняв 5 червня 2023 року на півдні Донецької області, коли одна з груп резерву на чолі з Олегом прорвала лінії оборони противника та фактично опинилась в тилу ворога. Разом із двома побратимами вони зуміли зачистити понад кілометр ворожих окопів та захопити одного полоненого.
6 червня 2023 року отримав наказ у складі групи висунутись в район окупованого Новодонецького. Під час підходу групи до населеного пункту ворог відкрив по них артилерійський вогонь, частина групи була вимушена відійти на вже підготовлені позиції, в той час як Олег разом із декількома побратимами зумів з боєм прорватись в окупований населений пункт. Там морпіхи опинились в повному оточенні ворога. У ніч проти 7 червня артилерійські розрахунки бригади разом із суміжними підрозділами розпочали бойову роботу по позиціях російських військ, аби допомогти бійцям вибратись з оточення. Корегував вогонь артилерії лейтенант Буяло. На ранок 7 червня з боями група Олега прорвала лінію оборони ворога та вирвалась з оточення.
Свій останній бій лейтенант Буяло прийняв 13 червня 2023 року. Тоді Олег очолив групу бійців та відправився на штурм одного з опорних пунктів противника на стратегічно важливій висоті біля смт Велика Новосілка (Волноваський район, Донецька область). Підрозділ лейтенанта Буяла зумів виконати завдання, вибив ворога та зайняв його позиції. Проте, аби не допустити зайняття опорного пункту, ворог застосував артилерію. Орієнтовно о 9:50 внаслідок артилерійських ударів противника лейтенант Буяло загинув. Йому був 21 рік.
Похований у м. Славутич на Київщині

## Нагороди
- Звання Герой України з удостоєнням ордена «Золота Зірка» (24 лютого 2024, посмертно) — за особисту мужність і героїзм, виявлені у захисті державного суверенітету та територіальної цілісності України, самовіддане служіння Українському народові[4][5].
- Почесний громадянин міста Славутича (посмертно)[3].